# Alfred Jensch

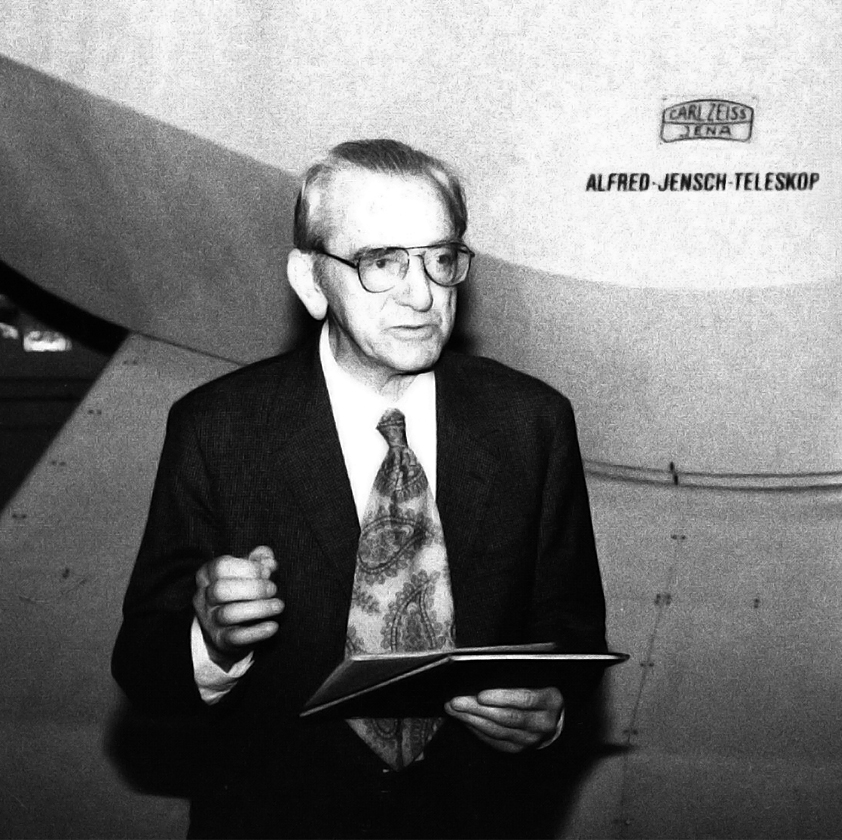
Anlässlich des 80. Geburtstages von Alfred Jensch erhielt das 2-m-Spiegelteleskop der Thüringer Landessternwarte den Namen „Alfred-Jensch-Teleskop“

Alfred Jensch (* 19. Juni 1912 in Hirschberg, Schlesien; † 6. Oktober 2001 in Jena) war ein deutscher Astronom und Konstrukteur. Er war bis 1977 Chefkonstrukteur in der Entwicklungsabteilung für astronomische Geräte und Planetarien bei Carl Zeiss in Jena.
Jensch verbrachte seine Kindheit und Jugend in Hirschberg. Die kleine Firma seines Vaters bot ihm in seiner Freizeit Gelegenheit, sich an der Lösung technischer Probleme zu erproben. Er baute sich sein erstes Teleskop aus Holz und Pappe.
1933 erhielt er eine Beobachterstelle an der Sternwarte in Sonneberg bei Cuno Hoffmeister. Neben seiner erfolgreichen Arbeit am Fernrohr (z. B. der Nachweis der damals kürzesten bekannten Periode an einem Veränderlichen Stern; CY Aquarii) und bei der Auswertung von Fotoplatten, beschäftigte er sich auch mit theoretischen Fragen der Astronomie. So veröffentlichte er einen Artikel über die Möglichkeit zur Bestimmung der Lichtgeschwindigkeit aus Beobachtungen des Lichtwechsels an dem bereits erwähnten CY Aquarii. Seinen technischen Sachverstand setzte er für die Wartung und Verbesserung der Instrumente der Sternwarte ein.
Nach fünf Jahren in Sonneberg nahm er eine Tätigkeit in einem Konstruktionsbüro bei Zeiss in Jena auf. Nebenbei besuchte er Vorlesungen an der Jenaer Universität. Er wurde 1942 einberufen und musste an der Ostfront Dienst in einer Vermessungseinheit tun. Er geriet in amerikanische Kriegsgefangenschaft, aus der er 1948 zurückkehrte.
Der Astronom Hans Kienle warb zu dieser Zeit mittels einer Denkschrift für Akademie und Regierung für den Bau eines neuen großen Teleskops in Deutschland. Die Firma Carl Zeiss Jena wollte dieses Projekt verwirklichen. So erhielt Alfred Jensch den Auftrag, dafür eine Studie anzufertigen. Ein Fernstudium, das er begonnen hatte, musste er auf Druck der Geschäftsleitung abbrechen, um das gewaltige Teleskop-Projekt zu verwirklichen. Er erhielt den betriebsinternen Titel Chefkonstrukteur. Die Tatsache, dass er seine universitäre Ausbildung nie abschließen durfte, hinderte ihn nicht daran, ein international anerkannter Fachmann auf seinem Arbeitsgebiet zu werden.
In der Nähe von Tautenburg bei Jena konnte nach über zehnjähriger Arbeit am 19. Oktober 1960 das 2-m-Universal-Spiegelteleskop der heutigen Thüringer Landessternwarte (TLS) Karl-Schwarzschild-Observatorium eingeweiht werden. Dieses Teleskop ist nach wie vor in vollem Einsatz.
In den folgenden Jahren entstanden durch Alfred Jensch und unter seiner Leitung eine Vielzahl astronomischer Geräte. Seine Vorbildwirkung in fachlicher und menschlicher Hinsicht brachte ein leistungsfähiges Team engagierter Konstrukteure hervor. 1977 verließ er aus Altersgründen die Firma Carl Zeiss Jena, blieb aber bis zu seinem Tod aktiv und an allen neuen technischen und wissenschaftlichen Entwicklungen interessiert.

## Leistungen

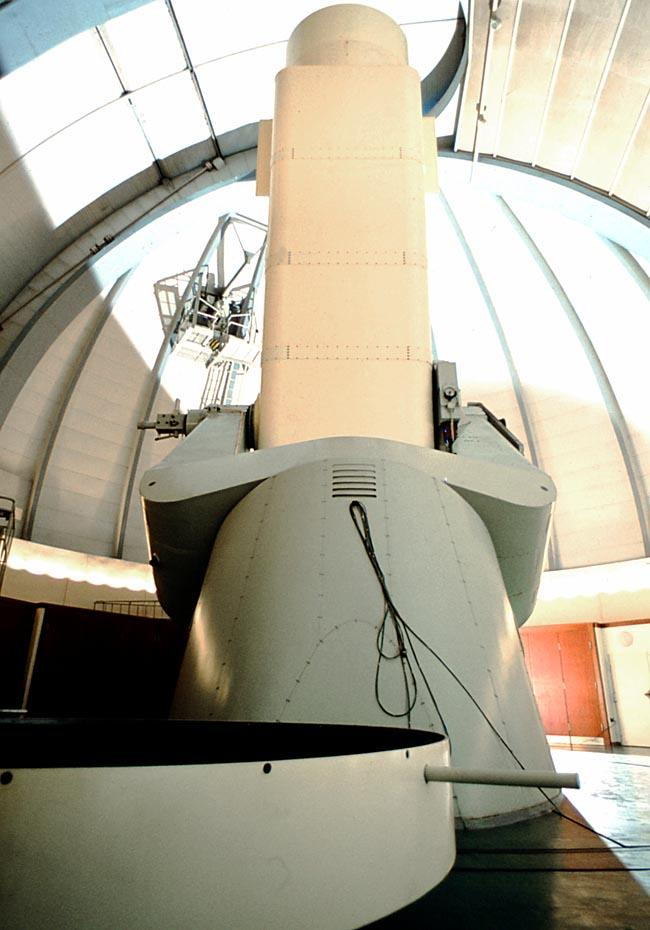
Alfred-Jensch-Teleskop der Thüringer Landessternwarte

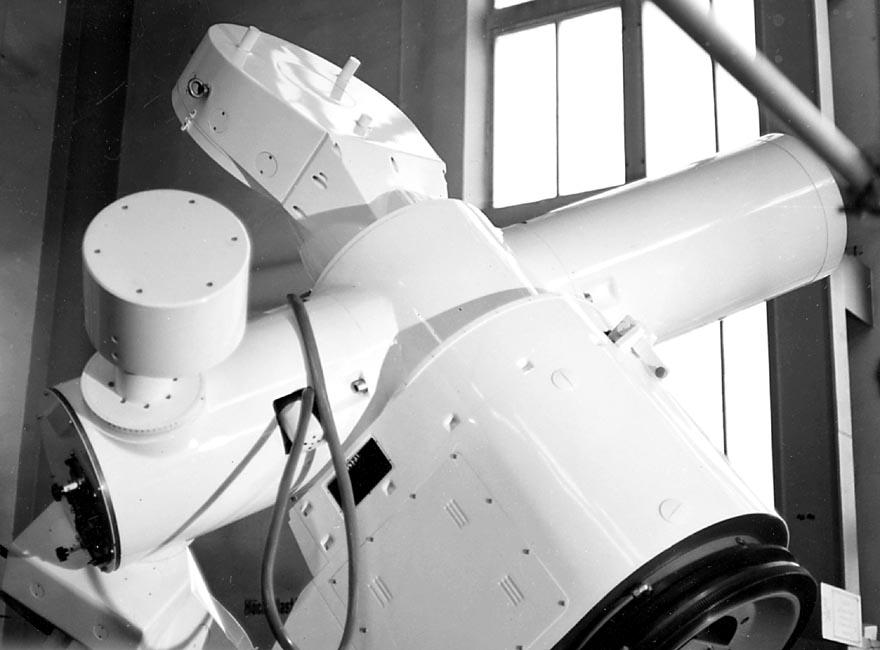
Jensch-Coelostat

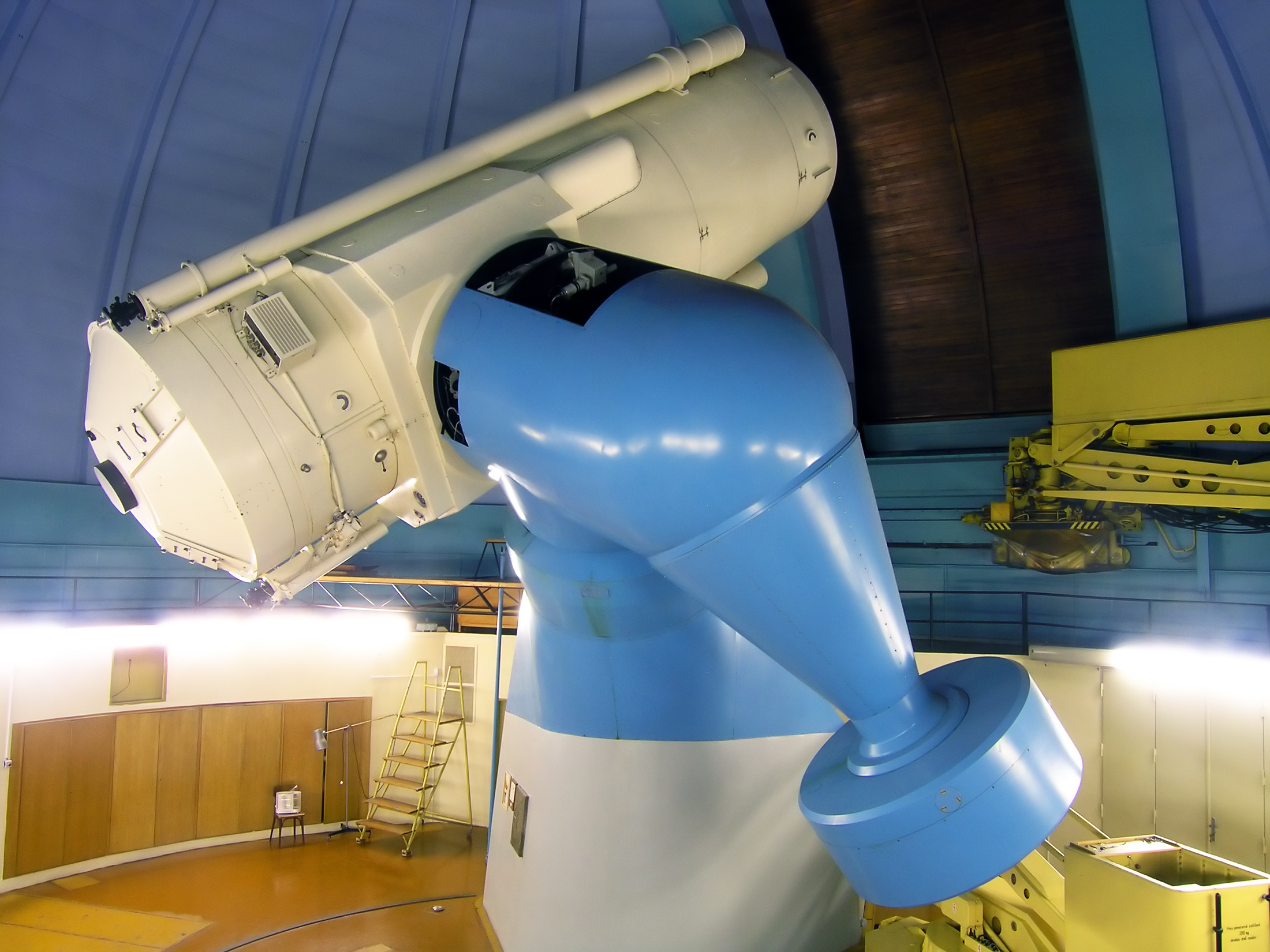
Stützmontierung nach Jensch (am 2-Meter-PCC-Teleskop der Sternwarte Ondřejov)

- 2-m-Universal-Spiegelteleskop (ein Schmidt-Teleskop)
- zwei weitere 2-m-Spiegelteleskope (vom Cassegrain-Typ), die in der Nähe von Baku und am Ondřejov-Observatorium bei Prag aufgestellt wurden
- weitere 2-m-Spiegelteleskope (vom Ritchey-Chrétien-Cassegrain-Typ) basieren auf seinen Konstruktionen
- eine Serie von 1-m-Spiegelteleskopen
- Jensch-Coelostaten verschiedener Größe (siehe auch: Coelostat)
- Stützmontierung nach Jensch

## Würdigungen
- 1966 – Ehrenpreis der Aserbaidschanischen Akademie der Wissenschaften
- 1967 – Nationalpreis der DDR für Wissenschaft und Technik (zusammen mit anderen Mitarbeitern bei Carl Zeiss Jena)
- 1977 – Jan-Krizik-Medaille der Tschechoslowakischen Akademie der Wissenschaften
- 1985 – der Planetoid 3245 erhält den Namen Jensch
- 1992 – das 2-m-Universal-Spiegelteleskop der Thüringer Landessternwarte erhält den Namen Alfred-Jensch-Teleskop
- Der Asteroid des äußeren Hauptgürtels (3245) Jensch ist nach ihm benannt.[1]

## Werke
- Alfred Jensch: Der Synchronmotor als Fernrohrnachführung, in Die Sterne, 17 (1937), Heft 5
- Alfred Jensch: Größenklassen der Sterne – Sterne Schein und Wirklichkeit, in Jenaer Rundschau, 4 (1959), Heft 3, S. 91
- Alfred Jensch: Eine neue 2-m-Spiegelteleskop-Anlage aus Jena, in Jenaer Rundschau, 11 (1966), Heft 3, S. 198